# Сомнамбула (балет Омера)
«Сомна́мбула, или Прибытие нового сеньора» (фр. La Somnambule, ou l'Arrivée d'un nouveau seigneur) — балет Жан-Пьера Омера на музыку Фердинана Герольда. Либретто Эжена Скриба было написано на основе собственной одноимённой пьесы, поставленной в «Театре водевиля» в 1819 году.
Премьера состоялась 19 сентября 1827 года в Париже, в Королевской академии музыки, на сцене театра на улице Ле Пелетье. Главные партии исполняли Полина Монтесю, Амели Легалуа и танцовщик Фердинанд.
В 1859 году Мариус Петипа осуществил собственную постановку по балету Омера в Санкт-Петербурге.